# 장명초등학교
장명초등학교는 대한민국 경기도 화성시에 있는 공립 초등학교이다.

## 학교 연혁
- 1927년 4월 1일 : 장안 강습소로 설립인가
- 1944년 4월 1일 : 장명공립국민학교 개교
- 2025년 3월 1일 : 장명초등학교 장일분교장 통폐합

## 참고 자료
- 장명초등학교 - 한국교육학술정보원 학교알리미